# David Keith
David Lemuel Keith (Knoxville, Tennessee, 1954. május 8. –) amerikai színész, filmrendező.
Legsikeresebb szerepe Sid Worley volt a Garni-zóna című 1982-es romantikus drámában, mellyel a színész két Golden Globe-jelölést szerzett. Ezt olyan filmes főszerepek követték, mint A fegyelem urai (1983) és a Tűzgyújtó (1984). Mellékszereplőként tűnt fel többek között az Indián a szekrényben (1995), az U–571 (2000), a Férfibecsület (2000) és a Daredevil – A fenegyerek (2003) című filmekben.

## Gyermekkora és családja
A Tennessee állambeli Knoxville-ben született: édesapja, Lemuel Grady Keith Jr. a Tennessee Valley Authority nevű közművállalat alkalmazottja volt, édesanyja, Hilda Earle tanítással foglalkozott. Davidnek egy nővére van, Deborah Keith, aki New York-i zenei menedzserként klasszikus zenészek karrierjét segíti.

## Pályafutása
Színészi karrierje kezdetén mellékszerepben tűnt fel az 1979-es A nagy Santini, illetve A rózsa című filmekben, továbbá az 1980-as Bilincs című börtönfilmben. Az 1982-es Garnizónában Richard Gere mellett játszott; Keithet alakításáért két kategóriában is Golden Globe-díjra jelölték, de végül alulmaradt (a szintén Garnizóna-szereplő) Louis Gossett Jr.-ral, valamint Ben Kingsleyvel szemben. Az 1980-as évek folyamán fontosabb szerepei voltak még A fegyelem urai (1983) című filmben, a gyermekszínész Drew Barrymore oldalán a Tűzgyújtóban (1984) és a magyarul nem bemutatott White of the Eye (1987) című horrorfilmben. Az 1988-as Heartbreak Hotel című vígjátékban Elvis Presleyt formálta meg. Rendezőként 1987-ben debütált Az átok című horrorfilmmel és a Tennessee Buck további kalandjai című vígjátékkal (utóbbiban színészként is szerepel).
Jelentősebb, az 1990-es években megjelent filmjei közé tartozik a Brooke Shields főszereplésével készült 1992-es Szabadnak születtek című családi film és az 1994-es A nagy csapat 2. című, sport témájú vígjáték (Charlie Sheennel és Tom Berengerrel a főszerepben). Keith a Clint Eastwoodot kifigurázó Squint Westwood szerepében, a főhőst alakító Jim Varney oldalán színészkedik az Ernest suliba megy (1994) című vígjátékban és cowboyként feltűnik az 1995-ös Indián a szekrényben című családi fantasydrámában.
2000-ben az U–571 című filmben kapott mellékszerepet Matthew McConaughey színésztársaként. Stephen King azonos című regényének második, 2002-es tévéfilmes feldolgozásában, a Carrie-ben nyomozót alakít. A 2003-as Bújj, bújj, szellem! című horrorfilmben főszerepet osztottak rá. Szintén 2003-ban játszotta el a címszereplő édesapját, Jack Murdockot a Daredevil – A fenegyerek című szuperhősfilmben. A 2000-es években a színész – egyéb, kevésbé jelentős művek mellett – feltűnt még a Sztár születik (2004) és a Szavatossága lejár: 25 évesen (2006) című filmekben.
Felejthetőbb tévéfilmek mellett Keith vendégszereplőként kapott televíziós szereplési lehetőséget olyan sorozatokban, mint az NCIS, Esküdt ellenségek: Különleges ügyosztály, Esküdt ellenségek: Bűnös szándék, CSI: Miami helyszínelők, a Nikita és a Hawaii Five-0.

## Filmográfia

### Film

#### Rendező és producer
| Év   | Magyar cím                       | Eredeti cím                              | Feladatkör | Feladatkör |
| Év   | Magyar cím                       | Eredeti cím                              | Rendező    | Producer   |
| ---- | -------------------------------- | ---------------------------------------- | ---------- | ---------- |
| 1987 | Az átok                          | The Curse                                | Igen       | Nem        |
| 1988 | Tennessee Buck további kalandjai | The Further Adventures of Tennessee Buck | Igen       | Nem        |
| 2003 |                                  | Waterville                               | Igen       | Igen       |
| 2023 |                                  | I'll Be Watching                         | Nem        | Vezető     |

#### Színész
| Év   | Magyar cím                       | Eredeti cím                               | Szerep                   | Magyar hang           |
| ---- | -------------------------------- | ----------------------------------------- | ------------------------ | --------------------- |
| 1979 | A nagy Santini                   | The Great Santini                         | Red Petus                |                       |
| 1979 | A rózsa                          | The Rose                                  | Mal                      |                       |
| 1980 | Bilincs                          | Brubaker                                  | Larry Lee Bullen         | Breyer Zoltán         |
| 1981 | Kéjnő Kaliforniába készül        | Back Roads                                | Mason                    | Balkay Géza           |
| 1981 | Ennyit az állásomról             | Take This Job and Shove It                | Harry Meade              | Schnell Ádám          |
| 1982 | Garni-zóna                       | An Officer and a Gentleman                | Sid Worley               | Máté Gábor            |
| 1982 | Garni-zóna                       | An Officer and a Gentleman                | Sid Worley               | Forgács Péter         |
| 1982 | Garni-zóna                       | An Officer and a Gentleman                | Sid Worley               | Kálloy Molnár Péter   |
| 1983 | A fegyelem urai                  | The Lords of Discipline                   | Will McLean              | Selmeczi Roland       |
| 1983 |                                  | Independence Day                          | Jack Parker              |                       |
| 1984 | Tűzgyújtó                        | Firestarter                               | Andrew 'Andy' McGee      | Bede-Fazekas Szabolcs |
| 1987 |                                  | White of the Eye                          | Paul White               |                       |
| 1988 | Tennessee Buck további kalandjai | The Further Adventures of Tennessee Buck  | Buck Malone              |                       |
| 1988 | Heartbreak Hotel                 | Heartbreak Hotel                          | Elvis Presley            | Gáti Oszkár           |
| 1990 | Cinikus hekus                    | The Two Jakes                             | Loach nyomozó            | Végh Péter            |
| 1990 | Cinikus hekus                    | The Two Jakes                             | Loach nyomozó            | Bordás János          |
| 1991 | Lázadás a női börtönben          | Caged Fear                                | Tommy Lane               |                       |
| 1991 | Vigyázz, kész, tűnés!            | Off and Running                           | Jack Cornett             | Rátóti Zoltán         |
| 1992 | Szabadnak születtek              | Running Wild                              | Jack Hutton              | Rosta Sándor          |
| 1992 | Gyilkos hazugságok               | Liar's Edge                               | Gary Kirkpatrick         |                       |
| 1993 | Távoli unokatestvérek            | Desperate Motive                          | Harry Young              | Szabó Sipos Barnabás  |
| 1994 | A nagy csapat 2.                 | Major League II                           | Jack Parkman             | Szabó Sipos Barnabás  |
| 1994 | A nagy csapat 2.                 | Major League II                           | Jack Parkman             | Vári Attila           |
| 1994 | Ernest suliba megy               | Ernest Goes to School                     | Squint Westwood          |                       |
| 1994 | Jó zsaru, rossz zsaru            | Raw Justice                               | Mace                     | Selmeczi Roland       |
| 1994 | Jó zsaru, rossz zsaru            | Raw Justice                               | Mace                     | Haás Vander Péter     |
| 1994 |                                  | Temptation                                | Bone Babancourt          |                       |
| 1995 | Nem jön a hajnal                 | Till the End of the Night                 | Garrett Hill             | Barabás Kiss Zoltán   |
| 1995 | Indián a szekrényben             | The Indian in the Cupboard                | Boone                    | Reisenbüchler Sándor  |
| 1995 | Halálos bűnök                    | Deadly Sins                               | Jack Gales               |                       |
| 1995 |                                  | Gold Diggers: The Secret of Bear Mountain | Ray Karnisak             |                       |
| 1996 | Testvérek között                 | A Family Thing                            | Sonny                    |                       |
| 1996 |                                  | Invasion of Privacy                       | Rutherford őrmester      |                       |
| 1996 |                                  | Judge and Jury                            | Joseph Meeker            |                       |
| 1997 |                                  | Red-Blooded American Girl II              | Mr. Colbert              |                       |
| 1998 | A Klán csapdájában               | Ambushed                                  | Lawrence tiszthelyettes  | Schmied Zoltán        |
| 1999 | Nyomozati jogkör                 | Question of Privilege                     | Carter Roberts           |                       |
| 1999 |                                  | Secret of the Andes                       | Brooks Willings          |                       |
| 1999 |                                  | If... Dog... Rabbit...                    | Gilmore rendőr           |                       |
| 2000 | U–571                            | U-571                                     | Matthew Coonan őrnagy    | Szabó Sipos Barnabás  |
| 2000 | Férfibecsület                    | Men of Honor                              | Hartigan kapitány        | Bede-Fazekas Szabolcs |
| 2001 |                                  | Cahoots                                   | Harley                   |                       |
| 2001 |                                  | Burning Down the House                    | Carolina                 |                       |
| 2001 | World Traveler – Az utazó        | World Traveler                            | Richard                  |                       |
| 2001 | Ellenséges terület               | Behind Enemy Lines                        | Tom O'Malley elsőtiszt   | Tarján Péter          |
| 2002 |                                  | The Stickup                               | Ray DeCarlo              |                       |
| 2002 | Éltető bosszú                    | Clover Blend                              | McGary                   |                       |
| 2002 |                                  | Mother Ghost                              | Carey                    |                       |
| 2003 | Daredevil – A fenegyerek         | Daredevil                                 | Jack Murdock             | Mihályi Győző         |
| 2003 | Bújj, bújj, szellem!             | Hangman's Curse                           | Nate Springfield         |                       |
| 2003 |                                  | Waterville                                | Blake Robison            |                       |
| 2004 |                                  | The Kings of Brooklyn                     | Scoggins                 |                       |
| 2004 | Sztár születik                   | Raise Your Voice                          | Simon Fletcher           | Haás Vander Péter     |
| 2005 |                                  | All Souls Day                             | Blanco seriff            |                       |
| 2005 | Öregember nem vénember           | Come Away Home                            | Jantz seriff             |                       |
| 2006 | Csodakutyák 2. – Az ebdoktorok   | Miracle Dogs Too                          | Mr. Mulvaney             |                       |
| 2006 | Az alelnök végveszélyben         | In Her Line of Fire                       | Walker alelnök           |                       |
| 2006 | Szavatossága lejár: 25 évesen    | Expiration Date                           | Wild William             | László Zsolt          |
| 2006 | Mindhalálig buli                 | Bottoms Up                                | Earl bácsi               |                       |
| 2007 |                                  | Succubus: Hell-Bent                       | Wallace                  |                       |
| 2008 |                                  | Clown Hunt                                | B.J.                     |                       |
| 2008 |                                  | Boys of Summerville                       | Joe                      |                       |
| 2010 | A delfin nyomában                | Beneath the Blue                          | Hawk                     |                       |
| 2010 |                                  | Unrequited                                | Nate Grissom             |                       |
| 2014 |                                  | Christian Mingle                          | Bill Wood                |                       |
| 2015 |                                  | Awaken                                    | Dr. Walsh                |                       |
| 2016 |                                  | Heritage Falls                            | Charlie Fitzpatrick edző |                       |
| 2017 |                                  | All Saints                                | Boyd                     |                       |
| 2019 |                                  | Finding Grace                             | Reed püspök              |                       |
| 2023 |                                  | I'll Be Watching                          | Anderson seriff          |                       |
| 2023 |                                  | Walden                                    | Boyle bíró               |                       |
| 2024 |                                  | Dead Money                                | Jack                     |                       |

### Televízió

#### Tévéfilm
| Év   | Magyar cím                                | Eredeti cím                                       | Szerep                           | Magyar hang            |
| ---- | ----------------------------------------- | ------------------------------------------------- | -------------------------------- | ---------------------- |
| 1978 |                                           | Are You in the House Alone?                       | tanuló (stáblistán nem szerepel) |                        |
| 1979 | Halálos véletlen                          | Friendly Fire                                     | Leroy Hamilton                   |                        |
| 1980 |                                           | The Golden Moment: An Olympic Love Story          | Wayne Robinson                   |                        |
| 1985 | Gulag                                     | Gulag                                             | Mickey Almon                     | Forgács Péter          |
| 1989 |                                           | Guts and Glory: The Rise and Fall of Oliver North | Oliver North alezredes           |                        |
| 1993 | Mégis kinek a gyermeke?                   | Whose Child Is This? The War for Baby Jessica     | Dan Schmidt                      |                        |
| 1994 |                                           | XXX's & OOO's                                     | Bullet Dobbs                     |                        |
| 1994 |                                           | Texas                                             | Jim Bowie                        |                        |
| 1994 | Halálbiztosítás                           | If Looks Could Kill                               | Peter Stanford nyomozó           |                        |
| 1998 | Tökéletes áldozat                         | Perfect Prey                                      | Dwayne Alan Clay                 |                        |
| 1998 | Poodle Springs – Philip Marlowe visszatér | Poodle Springs                                    | Larry Victor / Charles Nichols   |                        |
| 1999 | Lázadó múlt                               | A Memory in My Heart                              | Matt                             |                        |
| 2001 | Szerelem és árulás (Ebül szerzett jószág) | Love and Treason                                  | Eli Dixon                        | Kálloy Molnár Péter    |
| 2001 |                                           | Constant Payne (rövidfilm)                        | Alexander 'Doc' Payne (hangja)   |                        |
| 2001 | Végzetes erő                              | Epoch                                             | Mason Rand                       | Selmeczi Roland        |
| 2002 | Kardfog                                   | Sabretooth                                        | Thatcher                         | Kautzky Armand         |
| 2002 | Carrie                                    | Carrie                                            | John Mulchaey nyomozó            | Sinkovits-Vitay András |
| 2002 | Carrie                                    | Carrie                                            | John Mulchaey nyomozó            | Laklóth Aladár         |
| 2003 | Pokoli jég                                | Deep Shock                                        | Andrew 'Andy' Raines százados    | Szabó Sipos Barnabás   |
| 2003 | Végzetes erő 2. – A visszatérés           | Epoch: Evolution                                  | Mason Rand                       | Rubold Ödön            |
| 2005 | Az ítéletidő urai                         | Path of Destruction                               | Roy Stark                        |                        |
| 2005 | Gyilkos sáskák – A nyolcadik csapás       | Locusts: The 8th Plague                           | Gary Wolf                        |                        |
| 2014 | A hazug próféta                           | Outlaw Prophet: Warren Jeffs                      | Gary Engels                      |                        |
| 2016 |                                           | Real Good People                                  | James                            |                        |

#### Sorozat
| Év        | Magyar cím                               | Eredeti cím                       | Szerep                      | Megjegyzések |
| --------- | ---------------------------------------- | --------------------------------- | --------------------------- | ------------ |
| 1978      |                                          | Happy Days                        | Fred Owens                  | 1 epizód     |
| 1979      |                                          | Co-ed Fever                       | Tuck                        | minisorozat  |
| 1986      | Ha eljön a holnap                        | If Tomorrow Comes                 | Daniel Cooper               | minisorozat  |
| 1991      |                                          | Flesh 'n' Blood                   | Arlo Weed                   | 12 epizód    |
| 1996      |                                          | Strangers                         | Richard                     | 1 epizód     |
| 1996–1997 |                                          | High Incident                     | Jim Marsh                   | 32 epizód    |
| 1998      | Végtelen határok                         | The Outer Limits                  | Jason Mercer őrnagy         | 1 epizód     |
| 2000      | Walker, a texasi kopó                    | Walker, Texas Ranger              | Cliff Eagleton              | 1 epizód     |
| 2000      | A harc törvénye                          | Martial Law                       | Cliff Eagleton              | 1 epizód     |
| 2000      |                                          | Arli$$                            | Archie Michaels             | 1 epizód     |
| 2001      | Esküdt ellenségek: Különleges ügyosztály | Law & Order: Special Victims Unit | John 'Hawk' Hawkins nyomozó | 1 epizód     |
| 2003–2004 |                                          | Still Life                        | Ben Morgan                  | 5 epizód     |
| 2004      | NCIS                                     | NCIS                              | Mike Watson százados        | 1 epizód     |
| 2005      | Esküdt ellenségek: Bűnös szándék         | Law & Order: Criminal Intent      | Mark Virgini nyomozó        | 1 epizód     |
| 2006–2007 | Az osztály                               | The Class                         | Yonk Allen                  | 11 epizód    |
| 2008      | CSI: Miami helyszínelők                  | CSI: Miami                        | Evan Caldwell               | 2 epizód     |
| 2010      |                                          | Lone Star                         | John Allen                  | 5 epizód     |
| 2010      | Életre-halálra                           | Chase                             | Alan Matthews               | 1 epizód     |
| 2011      | Nikita                                   | Nikita                            | Richard Ellison             | 1 epizód     |
| 2011–2019 | Hawaii Five-0                            | Hawaii Five-0                     | Wade Gutches parancsnok     | 4 epizód     |
| 2014      | Végzetes bizonyíték                      | Reckless                          | Pat McCandless              | 4 epizód     |

### Videójátékok
| Év   | Cím       | Szerep       |
| ---- | --------- | ------------ |
| 1996 | OverBlood | Raz (hangja) |

## Fontosabb díjak és jelölések
| Év   | Díj              | Kategória                    | Jelölt mű         | Eredmény |
| ---- | ---------------- | ---------------------------- | ----------------- | -------- |
| 1983 | Golden Globe-díj | legjobb férfi mellékszereplő | Garni-zóna (1982) | Jelölve  |
| 1983 | Golden Globe-díj | az év színész felfedezettje  | Garni-zóna (1982) | Jelölve  |

## Fordítás
- Ez a szócikk részben vagy egészben  a   David Keith című angol Wikipédia-szócikk ezen változatának fordításán alapul.  Az eredeti cikk szerkesztőit annak laptörténete sorolja fel. Ez a jelzés csupán a megfogalmazás eredetét és a szerzői jogokat jelzi, nem szolgál a cikkben szereplő információk forrásmegjelöléseként.